# Lingua inuit
Per lingua inuit si intende un continuum di lingue appartenenti alla famiglia delle lingue eschimo-aleutine tradizionalmente parlata in tutta l'Artide nordamericana e in alcune parti della zona subartica, nel Labrador. In passato la lingua inuit era parlata in qualche misura nella Russia orientale, in particolare nelle isole Diomede, ma ormai vi è quasi sicuramente estinta. Gli Inuit vivono principalmente in tre Paesi: Groenlandia (una provincia autonoma della Danimarca), Canada e Alaska.

Varie lingue inuit

## Distribuzione geografica
La popolazione totale degli Inuit che parlano la loro lingua tradizionale è difficile da stimare con precisione, dal momento che la maggior parte dei conteggi si basa su dati di censimento forniti dalla popolazione stessa, che potrebbero non rifletterne accuratamente l'uso o la competenza. Le stime del censimento della Groenlandia stabiliscono il numero di parlanti di dialetti inuit in quell'area approssimativamente a 50.000, mentre le stime per il Canada riportano approssimativamente 30.000 parlanti. Questi due paesi contano la maggior parte dei parlanti di varianti della lingua inuit, poiché il suo uso in Alaska diminuisce di giorno in giorno (circa 3.000 nativi dell'Alaska parlano un dialetto inuit, su una popolazione di più di 13.000 Inuit), e la lingua è quasi sicuramente estinta in Russia. Inoltre, si stima che circa 7.000 Inuit groenlandesi vivano nella Danimarca europea, ma questo è il più vasto gruppo al di fuori del Canada e della Groenlandia. Pertanto, la popolazione totale di parlanti di varianti della lingua inuit è nell'ordine dei 90.000 individui.

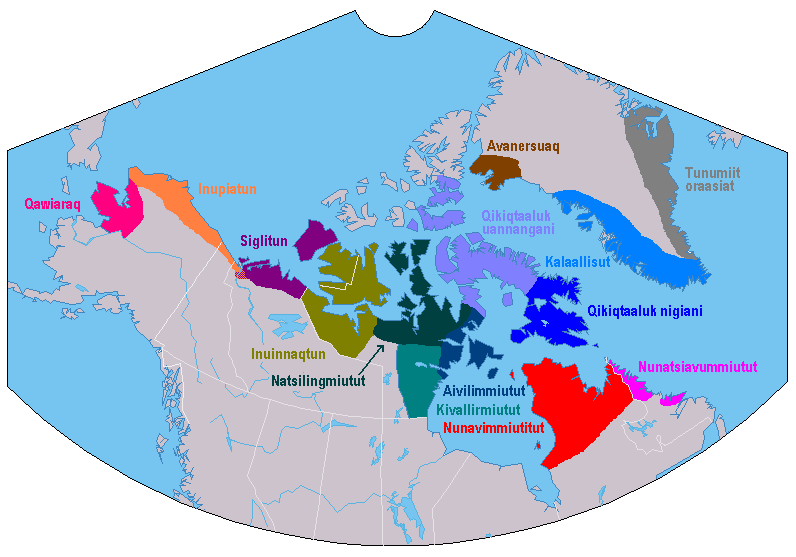
Distribuzione delle varianti della lingua inuit nella zona artica.

La lingua inuit è costituita da una serie di dialetti strettamente interrelati, che può essere suddivisa secondo diversi criteri. Tradizionalmente, la lingua inuit descrive le differenze dialettali per mezzo di nomi di luoghi, che indicano peculiarità linguistiche locali: il dialetto di Iglulik e il dialetto di Iqaluit, per esempio. Comunque, le divisioni politiche e sociologiche sono sempre più spesso usate come primi criteri per descrivere varianti diverse della lingua inuit, per il legame che hanno con i diversi sistemi di scrittura, le tradizioni letterarie, le scuole, i mezzi di comunicazione e i prestiti lessicali. Ciò rende alquanto problematica qualsiasi suddivisione della lingua inuit. Questo articolo userà delle definizioni che proveranno a sintetizzare considerazioni linguistiche, sociolinguistiche e politiche nella suddivisione dell'insieme di dialetti inuit. Tale schema non è l'unico, e non necessariamente è usato dagli Inuit stessi, ma le definizioni in esso contenute cercano di riflettere gli utilizzi più diffusi nella letteratura popolare e scientifica.
In aggiunta ai territori elencati sotto, si riporta che circa 7.000 parlanti groenlandesi vivono nella Danimarca continentale, e secondo il censimento del 2001 circa 200 madrelingua inuktitut hanno dichiarato di risiedere stabilmente in zone del Canada che non fanno parte delle terre tradizionalmente abitate da Inuit.

### Alaska
Vedi inupiatun e qawiaraq per ulteriori notizie.
Dei circa 13.000 alaskani Inupiat, solo 3.000, forse, sono ancora in grado di parlare varianti della lingua inuit, e la maggior parte di loro ha più di 40 anni. Gli Inuit d'Alaska parlano almeno due dialetti ben distinti:
- Qawiaraq: è parlato nella zona meridionale della penisola di Seward e nell'area di Norton Sound. In passato era parlato anche in Chukotka, soprattutto nell'isola di Grande Diomede, ma sembra essere scomparso in Russia perché assimilato nelle comunità di parlanti yupik, chukchi e russe. Come fonologia, è radicalmente diverso dalle altre varianti della lingua inuit. Alcuni considerano il dialetto dello stretto di Bering come separato dal qawiaraq.
- Inupiatun: è parlato nel North Slope e nella regione del Kotzebue Sound. Le varianti della zona del Kotzebue Sound e dell'Alaska nordoccidentale vengono talvolta chiamate malimiutun o malimiut inupiatun. Comunque, nonostante alcune differenze significative nella fonologia, il malimiutun è facilmente comprensibile per gli altri Inupiat d'Alaska.

### Canada
La lingua inuit è una delle lingue ufficiali dei Territori del Nord-Ovest e la lingua ufficiale e prevalente del Nunavut, gode di un grande supporto ufficiale nel Nunavik, un'area semi-autonoma del Québec, ed è ancora parlata in alcune parti del Labrador. Generalmente, i canadesi si riferiscono, con la parola inuktitut, a tutti i dialetti parlati in Canada, ma i termini inuvialuktun, inuinnaqtun e nunatsiavummiutut (chiamato talvolta inuttut o labradorimiutut) vengono talvolta utilizzati in riferimento alle varianti di specifiche aree.
Secondo i dati del censimento canadese del 2011, i madrelingua inuit sono 35.500, di cui circa due terzi nel Nunavut e un terzo in Québec.

### Groenlandia
La Groenlandia conta approssimativamente 50.000 parlanti di varianti della lingua inuit, di cui più del 90% parla un dialetto della Groenlandia occidentale in famiglia.
- Kalaallisut, o groenlandese, è il dialetto standard nonché lingua ufficiale della Groenlandia. Questa lingua standard nazionale è ora insegnata a tutti i Groenlandesi nelle scuole, a prescindere dal loro dialetto natìo. Designa quasi esclusivamente la lingua della Groenlandia occidentale, e ha preso in prestito molti termini dal danese, mentre le varianti del Canada e d'Alaska tendono a prendere in prestito termini inglesi o talvolta francesi e russi. Il kalaallisut utilizza l'alfabeto latino. Il dialetto dell'area di Upernavik, nel nordovest della Groenlandia, differisce parecchio nella fonologia dal dialetto standard.
- Tunumiit oraasiat (o tunumiusut in kalaallisut, spesso est-groenlandese in altre lingue) è il dialetto della Groenlandia orientale. Differisce notevolmente dalle altre varianti della lingua inuit e secondo Ethnologue conta approssimativamente 3.000 parlanti.
- Avanersuaq è il dialetto della zona di Qaanaaq, nella Groenlandia settentrionale. È chiamato talvolta "dialetto thule" o nord-groenlandese. Questa zona è la più settentrionale di tutto il mondo inuit, e ha un numero relativamente ridotto di parlanti. L'avanersuaq è ritenuto abbastanza vicino al dialetto Baffin settentrionale, poiché un gruppo di emigranti inuit dell'isola di Baffin si stanziò nella zona durante il XIX secolo e l'inizio del ventesimo. Secondo Ethnologue, conta meno di 1.000 parlanti.

## Nomi della lingua
La lingua inuit tradizionale è un sistema di dialetti strettamente interconnessi che non sono facilmente comprensibili da un capo all'altro del mondo inuit, e alcuni non li considerano un'unica lingua ma piuttosto un gruppo di lingue. Comunque, non ci sono chiari criteri per suddividere la lingua inuit in specifiche sottolingue, dal momento che essa forma un continuum di dialetti simili. Ogni gruppo di Inuit comprende il vicino, e con tutta probabilità anche il vicino del vicino; ma andando avanti, il livello di comprensibilità diminuisce.
Ne consegue che gli Inuit di zone diverse usino parole diverse per definire le proprie varianti e l'intero gruppo di lingue, e questa ambiguità è stata trasportata in altre lingue, creando parecchia confusione riguardo alle diverse definizioni.
In Groenlandia la variante ufficiale della lingua inuit, una delle lingue ufficiali dello stato, si chiama kalaallisut. In altre lingue è spesso chiamata groenlandese o con qualche termine affine. Comunque, generalmente né kalaallisut né groenlandese si usano in riferimento alle varianti del Canada o dell'Alaska. In Alaska la lingua si chiama inupiatun, ma le varianti della penisola di Seward vengono chiamate qawiaraq o, per alcuni dialetti, inupiatun dello stretto di Bering per distinguerle dalle altre varianti d'Alaska.
In Canada, la parola inuktitut è solitamente usata in riferimento a tutte le varianti canadesi della lingua inuit tradizionale, ed è con quel nome che è riconosciuta come una delle lingue ufficiali del Nunavut e dei Territori del Nord-Ovest. Comunque, una delle varianti del Nunavut occidentale è chiamata inuinnaqtun, per distinguerla dai dialetti del Canada orientale, mentre le varianti dei Territori del Nord-Ovest vengono a volte chiamati inuvialuktun, e in passato erano talvolta chiamati inuktun. In questi dialetti, il nome è reso in certi casi come inuktitun per riflettere le differenze dialettali nella pronuncia. La lingua inuit del Québec viene chiamata inuttitut dai suoi parlanti, e spesso anche da altri, ma è una variazione di pronuncia meno importante. In Labrador, la lingua è chiamata inuttut o, spesso nei documenti ufficiali, col nome più descrittivo di labradorimiutut. Inoltre, i canadesi (inuit e non) usano a volte la parola inuktitut per riferirsi a tutte le varianti della lingua inuit, incluse quelle d'Alaska e Groenlandia.
L'espressione "lingua inuit" è in gran parte limitata al linguaggio professionale, poiché in ciascuna zona ci sono uno o più termini per designare tutte le varianti locali; oppure è utilizzata come termine descrittivo in pubblicazioni i cui lettori non necessariamente conoscono i termini usati localmente. Ma questo significa che, mentre si può chiamare francese la lingua francese, non si può chiamare inuit la lingua inuit. Dire "Peter parla inuit" è un uso molto bizzarro, che alla maggior parte di coloro che hanno familiarità con la lingua inuit sembrerebbe strano, paragonabile a dire che gli ispanici debbano parlare "ispanico". La parola inuit è generalmente riservata al gruppo etnico, sia nel suo significato di lingua inuit (si riferisce specificatamente a un gruppo di individui), sia nel modo in cui la parola è utilizzata in inglese.
Nonostante molti facciano riferimento alla lingua inuit come lingua eschimo, questo è un termine ambiguo che può includere anche la lingua yupik (vedi lingue eschimo-aleutine): è fortemente scoraggiato in Canada e il suo uso sta diminuendo altrove. Vedi la voce su eskimo per maggiori informazioni su questa parola.

## Classificazione
La lingua inuit è una eschimo-aleutina. È abbastanza affine alle lingue yupik, meno alle lingue aleutine. Queste lingue 'cugine' si parlano tutte nell'Alaska occidentale e nella Čukotka orientale, in Russia. Non è invece visibilmente imparentata con altre lingue locali del Nord America o dell'Asia nordoccidentale, benché alcuni abbiano suggerito che sia imparentata con le lingue indoeuropee, come parte dell'ipotetica superfamiglia nostratica; alcuni la considerano una lingua paleosiberiana, benché sia un raggruppamento più geografico che linguistico.
Le lingue yupik e inuit sono molto simili sintatticamente e morfologicamente. La loro origine comune si può vedere in un certo numero di termini affini:
| Italiano | Yupik Centrale | Iñupiatun       | Inuktitut (Nord Baffin) | Kalaallisut |
| -------- | -------------- | --------------- | ----------------------- | ----------- |
| persona  | yuk            | iñuk [iɲuk]     | inuk                    | inuk        |
| ghiaccio | kaneq          | kaniq           | kaniq                   | kaneq       |
| fiume    | kuik           | kuuk            | kuuk                    | kuuk        |
| fuori    | ellami         | siḷami [siʎami] | silami                  | silami      |

Le varianti dell'Alaska occidentale mantengono molte caratteristiche presenti nella lingua proto-inuit e in yup'ik, abbastanza da essere annoverate fra le lingue yupik, se fossero viste come isolate rispetto al più vasto mondo inuit.
Secondo Ethnologue, le lingue inuit formano un ramo delle lingue eschimesi che comprende i seguenti idiomi:
- lingua inuktitut canadese orientale [ike]
- lingua inuktitut canadese occidentale [ikt]
- lingua inupiatun alaskana settentrionale [esi]
- lingua inupiatun dell'Alaska nordoccidentale [esk]
- lingua groenlandese o kalaallisut [kal]

## Storia
Antiche forme di lingua inuit erano parlate dal popolo Thule, il quale invase la cultura Dorset, che aveva precedentemente occupato l'America artica all'inizio del secondo millennio. Nel 1300, gli inuit e la loro lingua avevano già raggiunto la Groenlandia occidentale, e infine quella orientale, più o meno nello stesso periodo in cui la colonia vichinga nella Groenlandia meridionale scompariva. Si pensa che sia stato durante questa migrazione verso est, durata secoli, che la lingua inuit si differenziò dalle lingue yupik parlate in Alaska occidentale e in Čukotka.
Fino al 1902, nell'isola di Southampton, continuò ad esistere un'enclave di Dorset, o Sadlermiut (in inuktitut moderno è Sallirmiut). Non si sa quasi niente della loro lingua, ma le poche testimonianze dirette ne parlano come di un "dialetto strano". Questo porta a pensare che anche loro parlassero una lingua eskimo-aleutina, ma parecchio diversa dalle forme parlate attualmente in Canada.

## Fonologia
Le varianti della lingua inuit parlate nel Canada orientale hanno quindici consonanti e tre vocali (che possono essere lunghe o brevi).
Le consonanti si dividono, secondo cinque luoghi di articolazione, in bilabiali, alveolari, palatali, velari e uvulari, e secondo tre modi di articolazione, in plosive sorde, continue sonore e nasali, più due fricative sorde. I dialetti d'Alaska hanno un ulteriore modo di articolazione, il retroflesso, che era presente nella lingua proto-inuit. Le retroflesse sono scomparse in tutti i dialetti canadesi e groenlandesi. In natsilingmiutut, la plosiva palatale sonora /ɟ/ deriva da un'antica retroflessa.
Quasi tutte le varianti della lingua inuit hanno solo tre vocali di base e distinguono fonologicamente tra la forma breve e la forma lunga di tutte loro. Le uniche eccezioni si hanno alle estremità del mondo inuit: in alcune zone della Groenlandia e in Alaska occidentale.

## Grammatica
La lingua inuit, come altre lingue eskimo-aleutine, ha un sistema morfologico molto ricco, in cui una successione di diversi morfemi viene aggiunta alle parole-radice (come le terminazioni verbali in alcune lingue europee) per indicare concetti che, in una lingua come l'italiano, richiederebbero delle perifrasi per essere espressi. (Vedi anche: lingue agglutinanti e lingue polisintetiche) Tutte le parole della lingua inuit iniziano con un morfema radice a cui vengono aggiunti altri morfemi come suffissi. Vi sono centinaia di suffissi distinti, in alcuni dialetti si arriva a circa 700. Fortunatamente per i discenti, la lingua ha una morfologia estremamente regolare. Nonostante alcune regole siano parecchio complesse, non hanno eccezioni come molte lingue indoeuropee.
Questo sistema crea parole molto lunghe e potenzialmente uniche. Per esempio: (inuktitut, Nunavut centrale)
tusaatsiarunnanngittualuujunga
Non sento molto bene.
Questa parola è composta da una radice tusaa-, sentire, seguita da cinque suffissi:
| -tsiaq-  | bene                                                    |
| -junnaq- | essere in grado                                         |
| -nngit-  | non                                                     |
| -tualuu- | molto                                                   |
| -junga   | 1ª persona singolare, presente indicativo non specifico |

La lingua inuit è interamente basata su questo tipo di costruzione delle parole, il che la rende molto dissimile dall'italiano. In una vasta raccolta canadese di leggi, il Nunavut Hansard, il 92% delle parole compare una volta sola, mentre nei testi italiani di lunghezza simile la percentuale è molto minore: ciò rende abbastanza difficile l'applicazione della legge di Zipf nella lingua inuit. Inoltre, il concetto di parte del discorso può essere alquanto complicato: voci verbali possono essere interpretate come sostantivi. La parola ilisaijuq si può interpretare come voce verbale, "egli studia", ma anche come un sostantivo, "studente". Detto ciò, il significato è probabilmente ovvio per chi parla fluentemente la lingua, quando il termine è inserito in un contesto.
La morfologia e la sintassi della lingua inuit variano, in qualche misura, a seconda dei dialetti. I principi di base sono, comunque, generalmente applicabili a tutti i dialetti, e in una certa misura anche allo yupik.

## Vocabolario

### Toponomastica e nomi
Per quanto i nomi tradizionali inuit, sia di luoghi sia di persona, suonino esotici, si traducono spesso in modo molto banale. Iqaluit, per esempio, è solo il plurale del sostantivo iqaluk, "trota". Iglulik significa semplicemente luogo con case, parola che si può tranquillamente tradurre come città; Inuvik vuol dire luogo abitato; isola di Baffin, Qikiqtaaluk in lingua inuit, si traduce approssimativamente come "grande isola".
Benché praticamente tutti gli Inuit abbiano nomi 'ufficiali' basati sulle tradizioni onomastiche meridionali, in famiglia e tra di loro utilizzano ancora le tradizioni onomastiche locali. Anche lì, i nomi consistono spesso in parole molto comuni. Secondo una tradizionale credenza inuit, adottando il nome di un defunto o di una cosa, se ne assumerebbe qualche caratteristica o potere, e con quella persona o cosa ci si identificherebbe parzialmente (questo è il motivo per cui gli Inuit hanno sempre accettato volentieri i nomi europei: ritengono che questo li renda uguali agli Europei).
Alcuni nomi locali comuni in Canada sono "Ujaraq" (roccia), "Nuvuk" (promontorio), "Nasak" (cappello, cappuccio), "Tupiq", o "Tupeq" in kalaallisut, (tenda) e Qajaq (kayak). Gli Inuit usano anche nomi di animali, per la tradizione secondo cui usando quei nomi si acquisirebbero alcune caratteristiche di quegli animali: "Nanuq", o "Nanoq" in kalaallisut, (orso polare), "Uqalik", o "Ukaleq" in kalaallisut, (lepre artica) e "Tiriaq", o "Teriaq" in kalaallisut, (topo) sono i più diffusi. Altre volte, gli Inuit prendono i nomi di persone defunte o di personaggi leggendari: precisamente, vengono loro dati nomi descrittivi di tratti anatomici che si crede siano appartenuti a quelle persone, come "Itigaituk" (letteralmente "non ha piedi"), "Usuiituk" (letteralmente "non ha pene") e "Tulimak" (costola). Gli Inuit possono avere più nomi, dati dai genitori e da altri membri della comunità.

## Sistema di scrittura
Poiché la lingua inuit è diffusa in un così vasto territorio, suddiviso tra nazioni e unità politiche diverse e originariamente raggiunto da Europei di origini diverse in epoche diverse, non c'è un modo uniforme di scrivere nella lingua inuit. Perlopiù, in Nunavut e Nunavik l'inuktitut si scrive utilizzando un sistema chiamato alfabeto sillabico inuktitut, basato sull'alfabeto sillabico aborigeno canadese. Nella parte occidentale del Nunavut e nei Territori del Nord-Ovest si usa un sistema basato sull'alfabeto latino, detto inuinnaqtun. In Alaska si usa un altro sistema latino. In Nunatsiavut si utilizza un'altra variante inventata da missionari moravi germanofoni, che includeva la lettera ĸ (Kra). Il sistema latino usato in Groenlandia era originariamente molto simile a quello usato in Nunatsiavut, ma è stato riformato e modificato in anni recenti (una delle modifiche apportate dalla riforma ortografica è la sostituzione della ĸ con la q).

### Il sillabario canadese

Sillabario usato per scrivere in inuktitut (titirausiq nutaaq). I caratteri puntati rappresentano le vocali lunghe; nella trascrizione latina, la vocale viene raddoppiata.

Il sillabario inuktitut utilizzato in Canada si basa sul sillabario cree, inventato dal missionario James Evans. La versione odierna del sillabario inuktitut canadese è stata adottata dall'Inuit Cultural Institute in Canada negli anni settanta. Gli Inuit d'Alaska, gli Inuvialuit, i parlanti inuinnaqtun e gli Inuit di Groenlandia e Labrador usano l'alfabeto latino, anche se è stato adattato ai loro dialetti in modi diversi.
Benché convenzionalmente chiamato sillabario, il sistema di scrittura è stato classificato da alcuni studiosi come un alfasillabario, o abugida, poiché le sillabe che iniziano con la stessa consonante sono rappresentate da glifi simili anziché indipendenti.
Tutti i caratteri del sillabario inuktitut sono disponibili nel repertorio dei caratteri Unicode.